# Войцех Коссак
Войцех Косак (пол. Wojciech Kossak; 31 грудня 1856, Париж — 29 липня 1942, Краків) — польський художник.

## Життєпис
Народився напередодні Нового року 1856, незадовго до півночі, а його брат-близнючок, Тадеуш Коссак — 1 січня 1857, у Парижі. Сім'я зрештою залишила Францію.

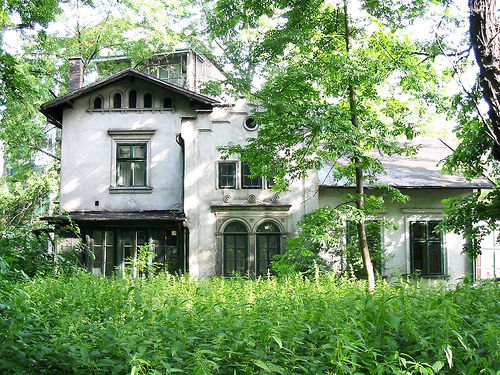
Будинок родини Коссак у Кракові

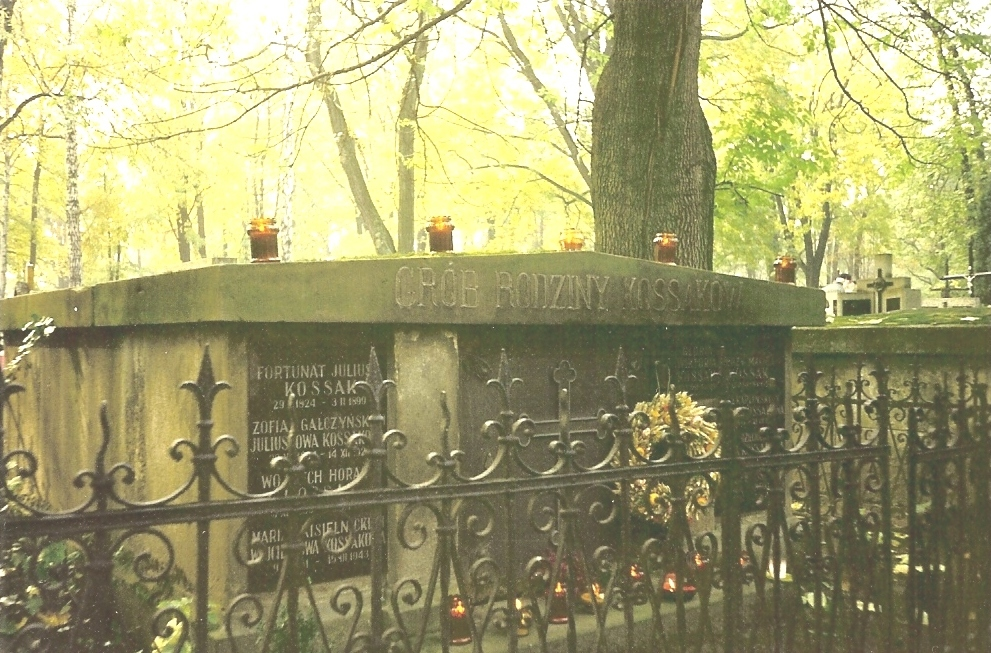
Могила Войцеха Коссака

Син художника Юліуша Коссака, батько художника Єжи Коссака, поетеси Марії Павликівської-Ясножевської та письменниці Магдалени Самозванець.
Навчався у Кракові, Мюнхені та Парижі.
У 1871—1873 роках навчався у Школі малювання та живопису. Пізніше — у Мюнхенській академії мистецтв у Владислава Лущкевича.
З 1916 — викладач Училища витончених мистецтв у Варшаві.
Голова автомобільної секції при Союзі туристів (1913), з 1914 голова Краківського клубу автомобілістів.
У 1914—1918 роках був головою краківського Товариства любителів образотворчих мистецтв.

## Галерея

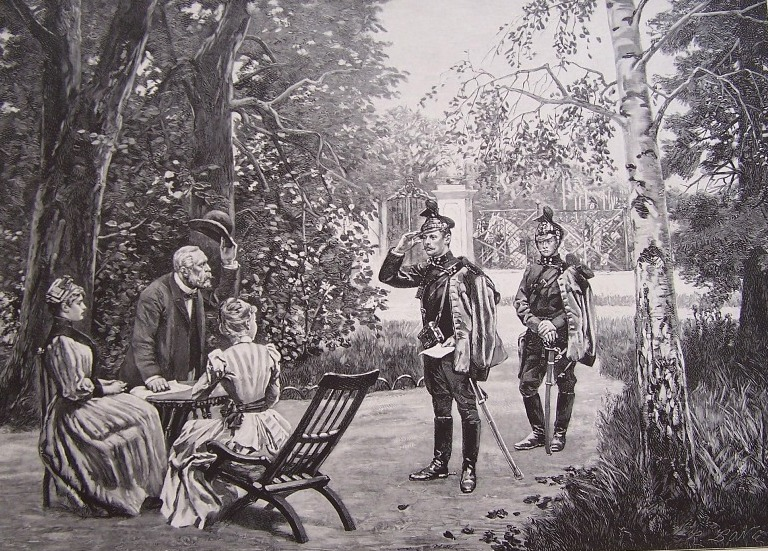
Войцех Косак. Розквартирування (квартирмейстер), 1893
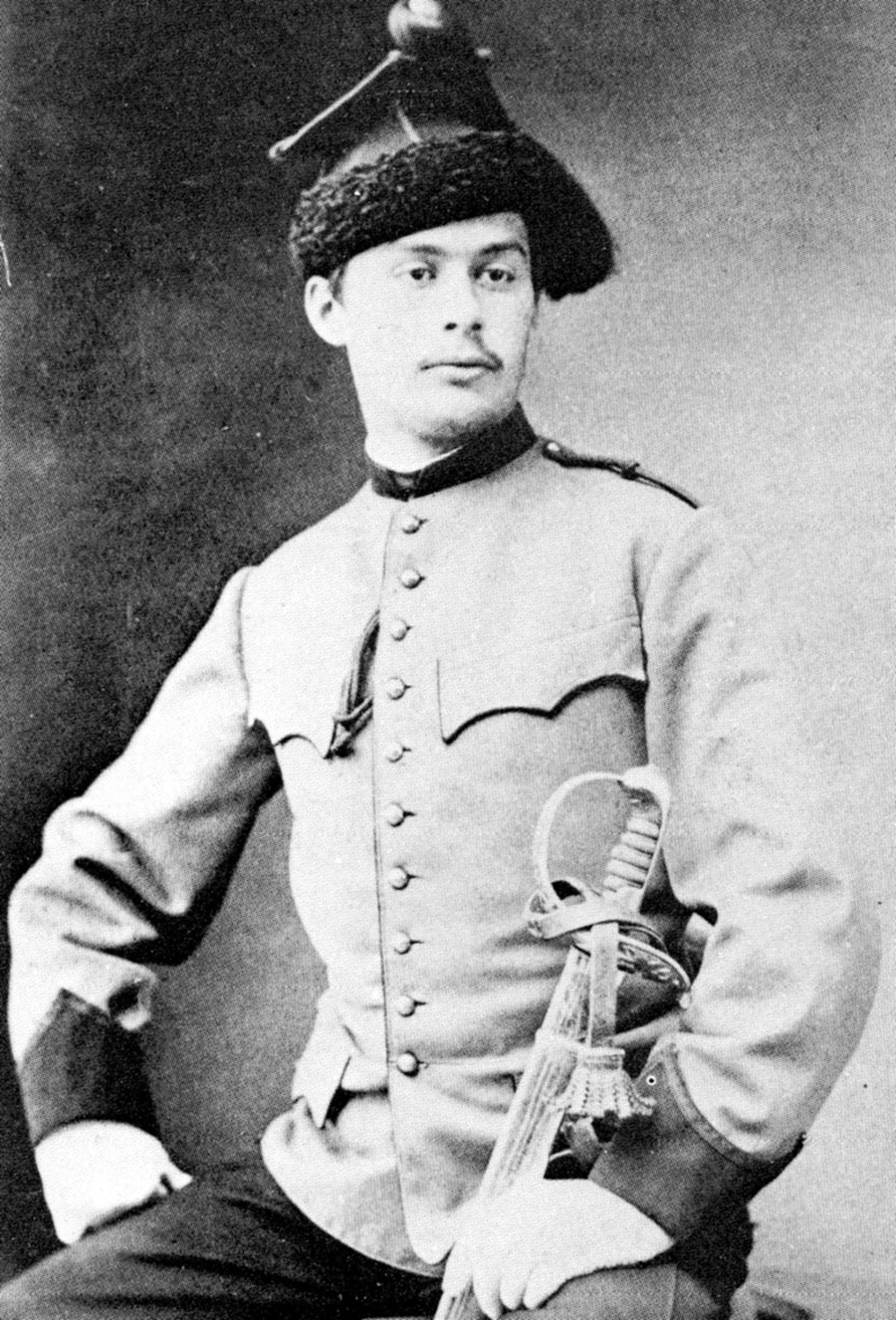
Войцех Коссак, 1876
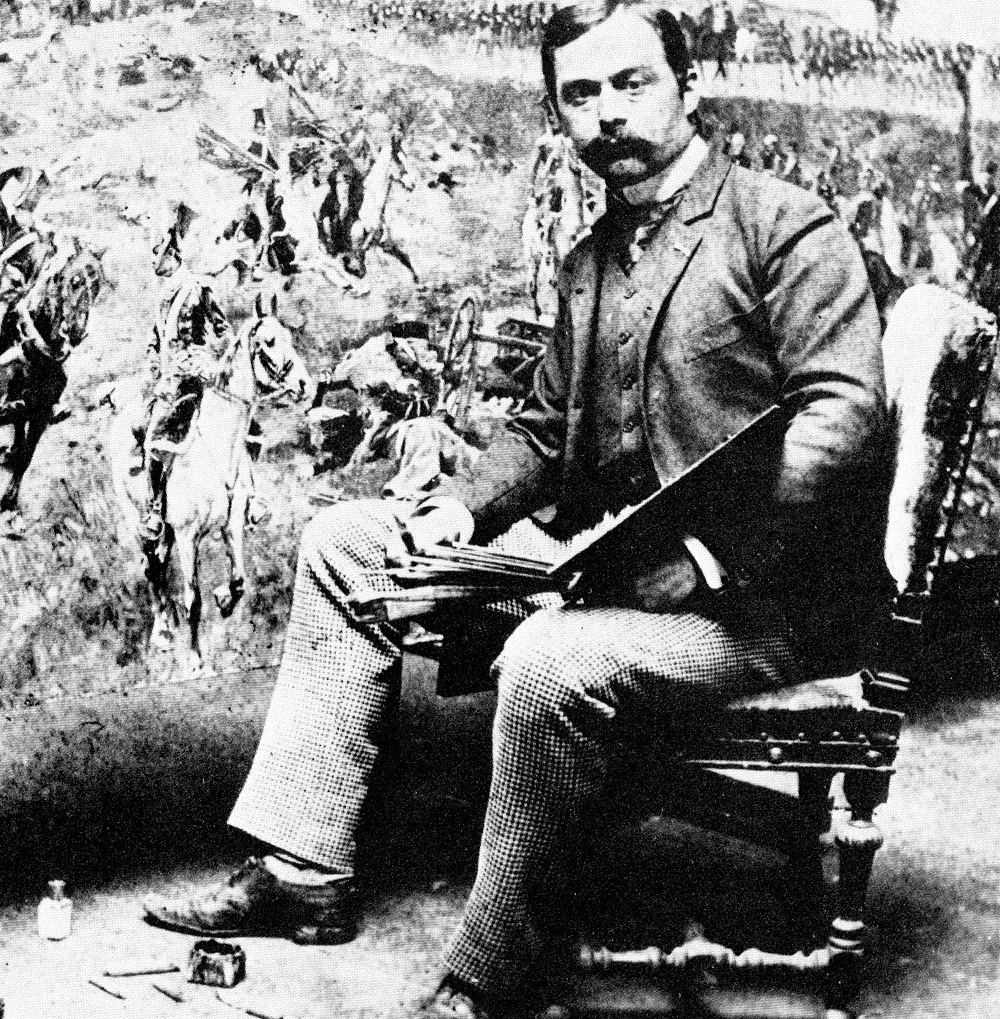
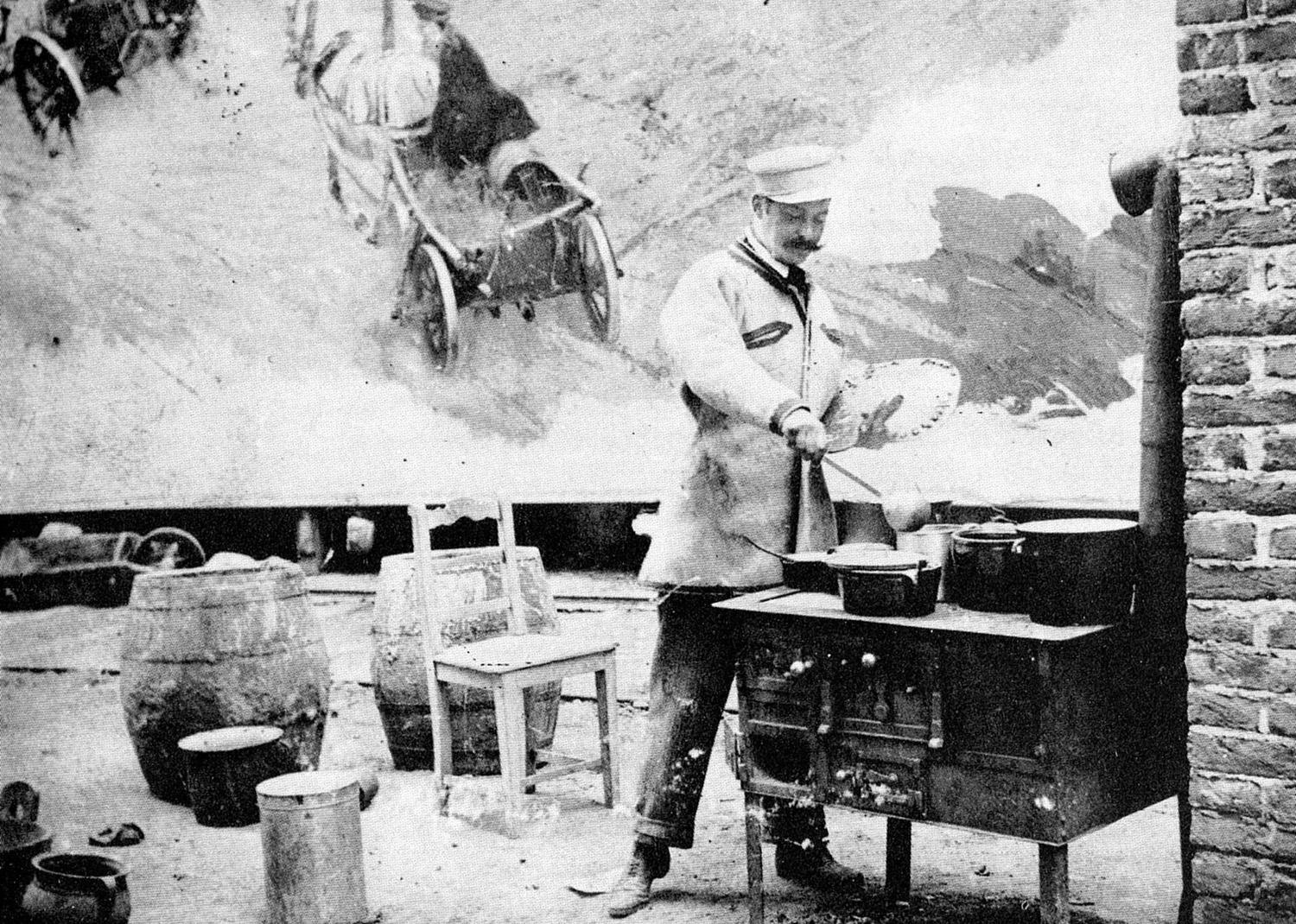
Войцех Коссак працює над панорамою битви під Рацлавицями
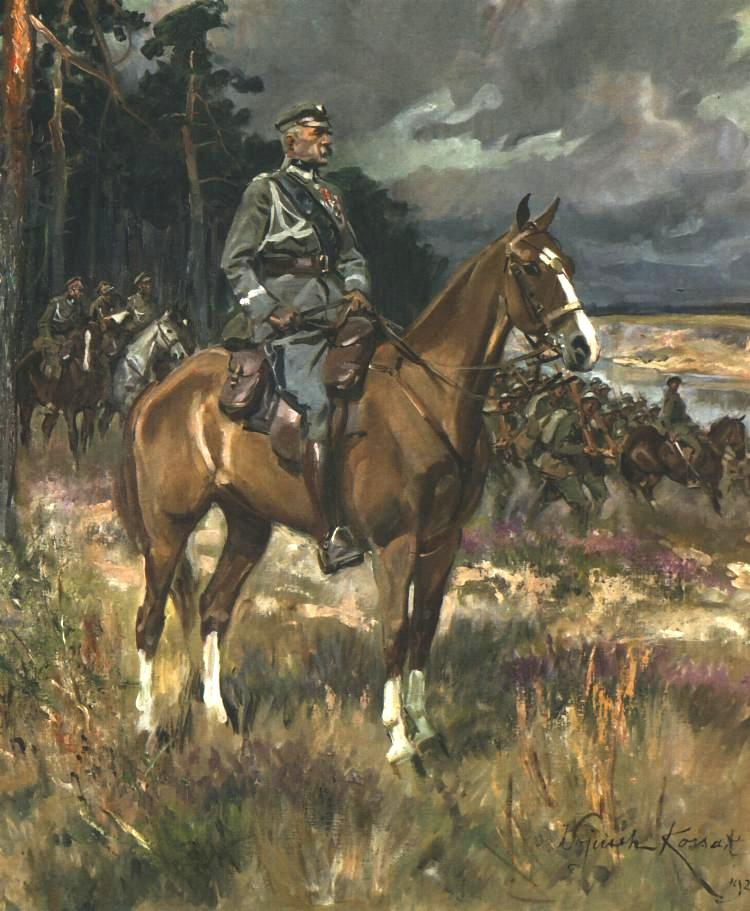
Підсудський верхи, 1928 — один з найпопулярніших портретів Пілсудського
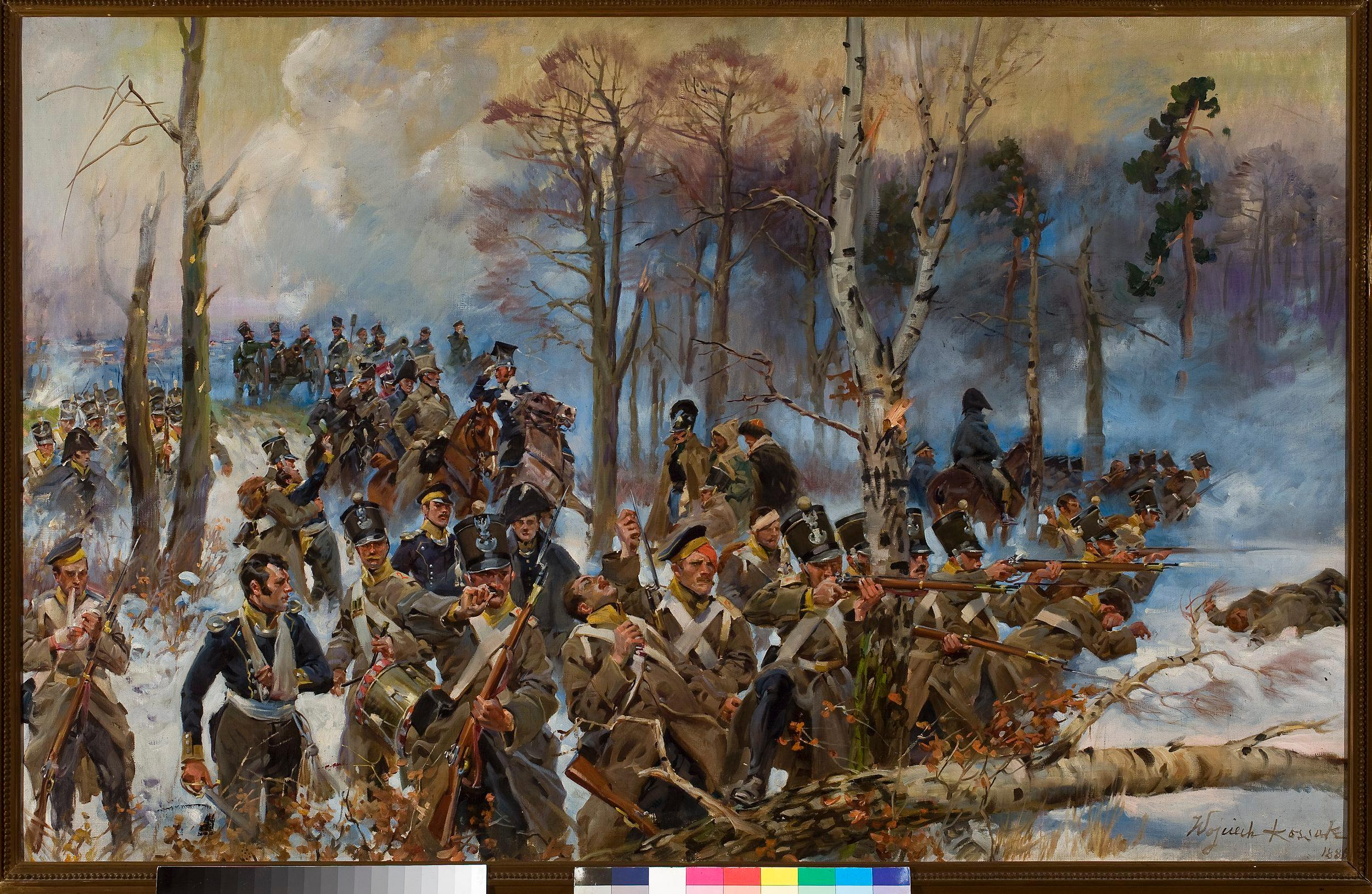
Ольшинка гроховська, 1931, Варшава
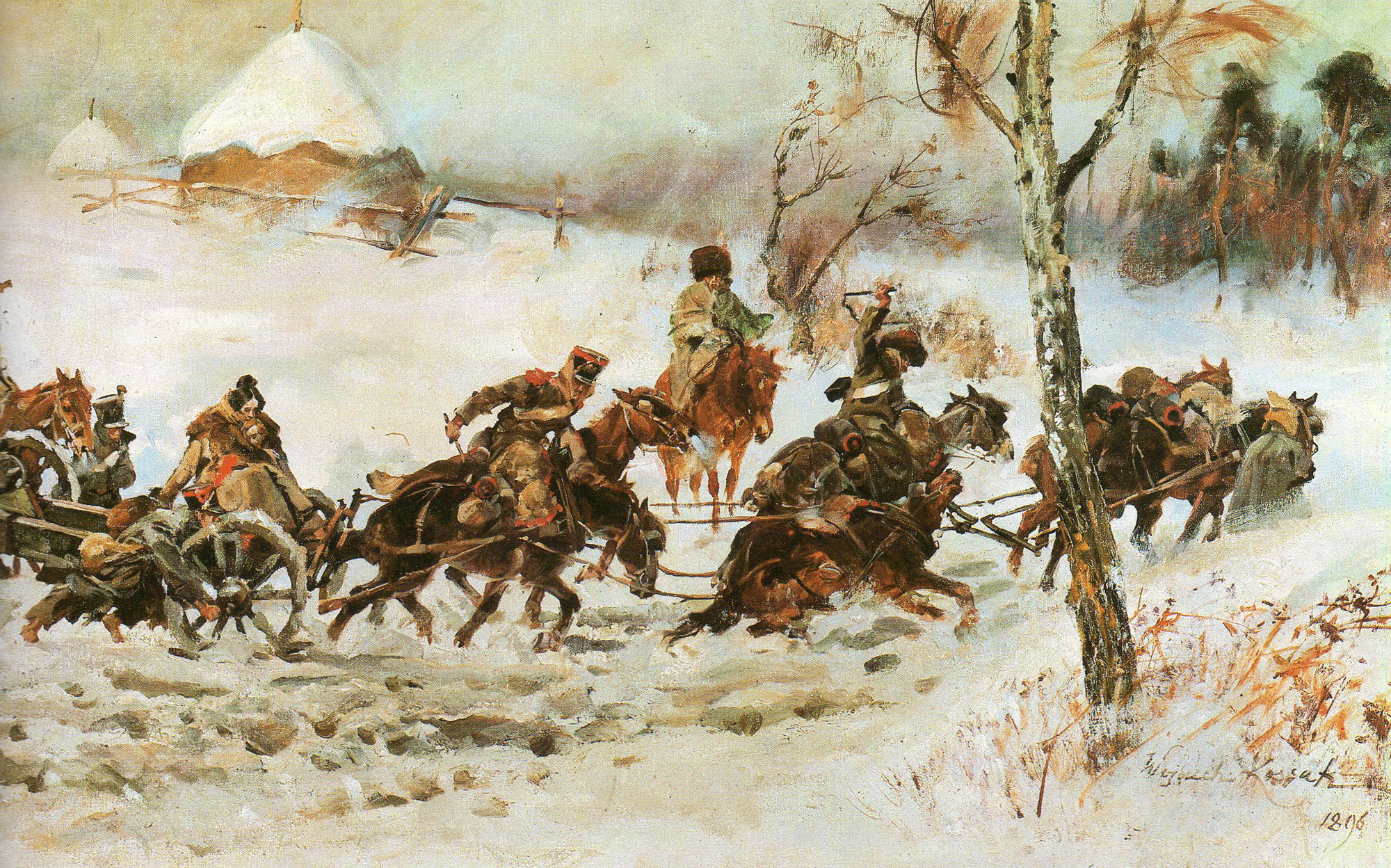
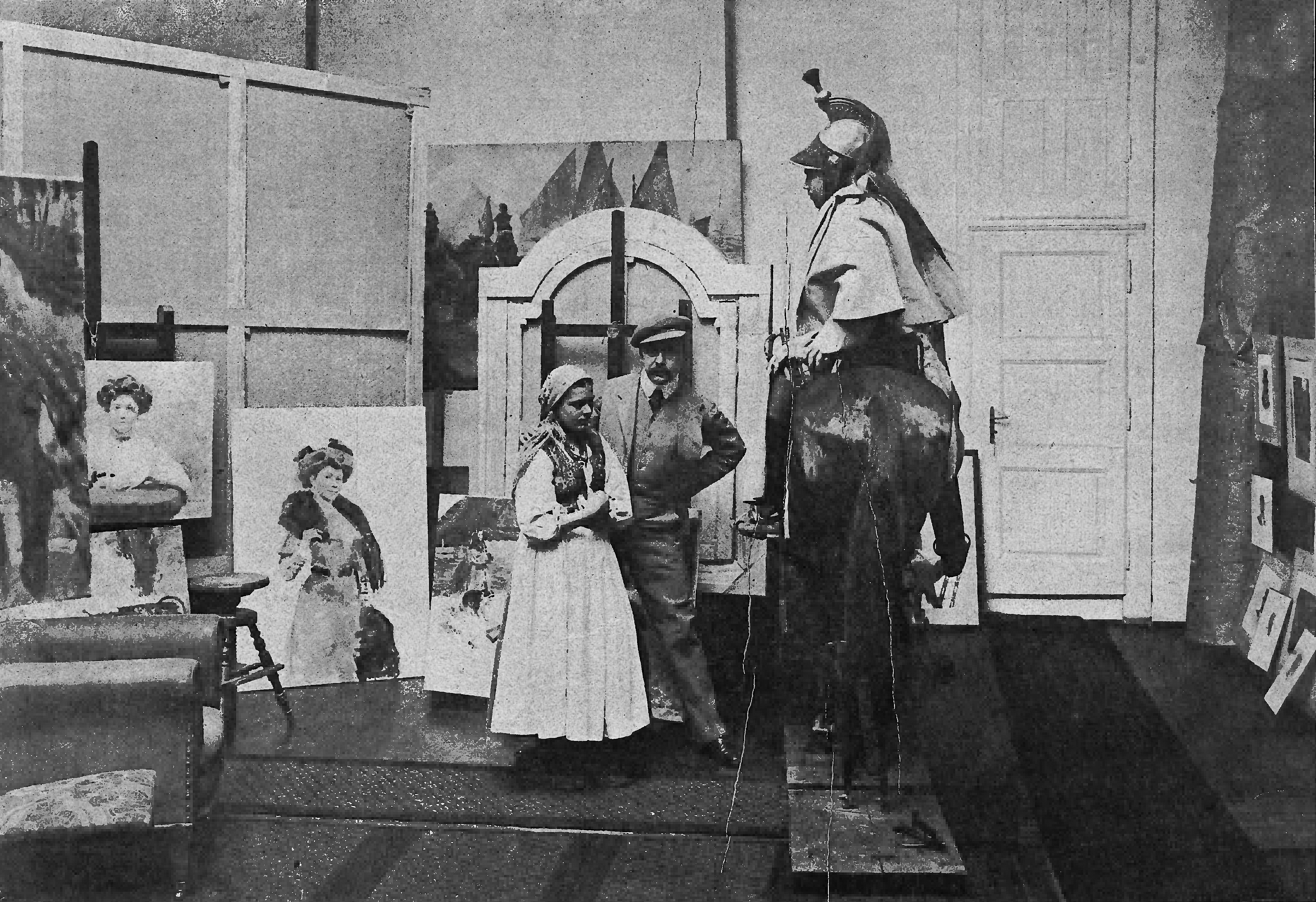
За роботою
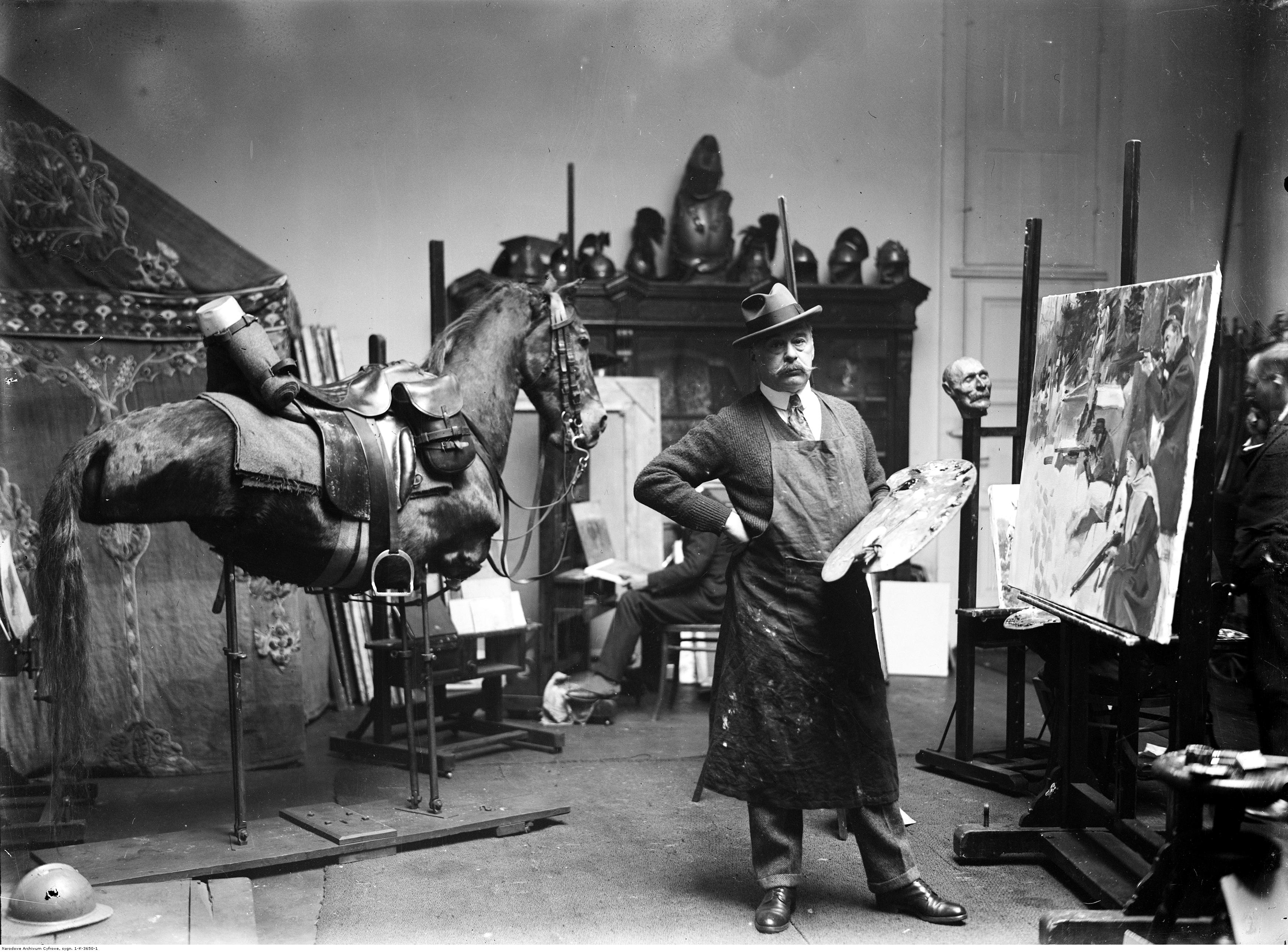
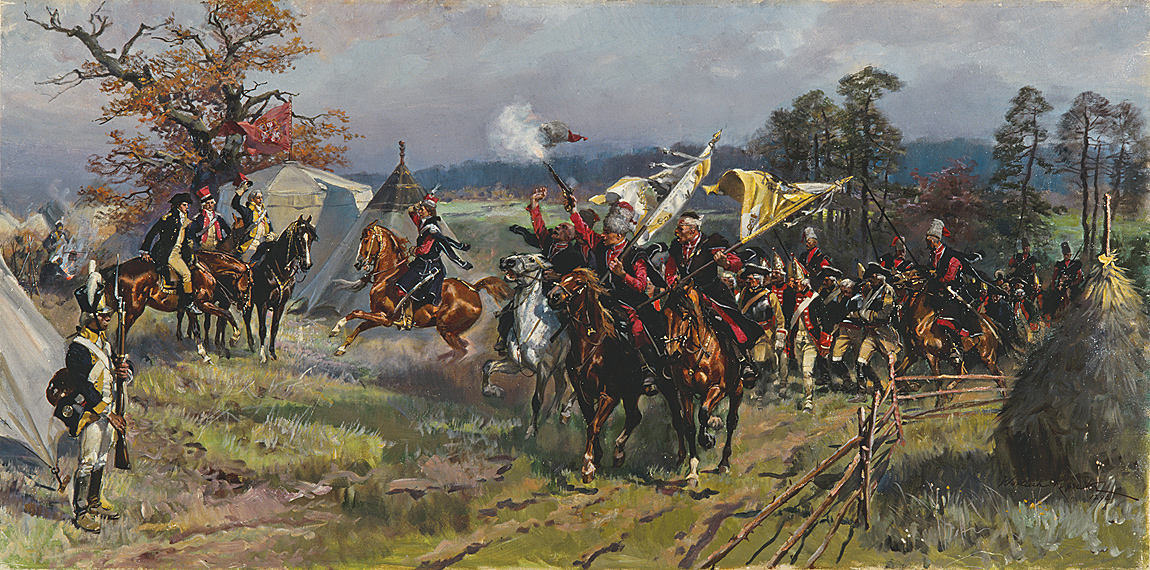
Опісля битви під Жилинцями

## Творчість
Творча індивідуальність формувалася під впливом творчості батька та Юзефа Брандта. Писав історичні та батальні сцени, що користувалися великим успіхом, головним чином з часів наполеонівських воєн і повстання 1830 року, також портрети і картини на військову тематику.
Брав участь у створенні Рацлавицької панорами, а також панорами «Березіна».